# احتجاز (فلم 2011)
احتجاز (بالإنجليزية: Detention) هو فيلم رعب وكوميديا وخيال علمي تم إنتاجه في الولايات المتحدة وصدر سنة 2011 بطولة جوش هوتشرسن وشانلي كاسويل.

## القصة
تدور أحداث الفيلم حول قاتل غامض يطارد مجموعة من الطلاب في إحدى المدارس الثانوية ...تتوالى الأحداث في إطار تشويقي رعب حيث محاولات الجميع للبقاء على قيد الحياة والهروب من هذا القاتل.

## الميزانية والإيرادات
كلف الفيلم 10 ملايين دولار.

## وصلات خارجية
- مقالات تستعمل روابط فنية بلا صلة مع ويكي بيانات

إحتجاز على IMDb
احتجاز على Rotten Tomatos
احتجاز على Metacritic